# Micrarchaeota
Micrarchaeota ist ein 2013 vorgeschlagene Phylum (Stamm) von Archaeen. Bisher (Stand 2015) war es nicht möglich, Vertreter dieses Phylums zu kultivieren, Metagenomik-Analysen haben jedoch ergeben, dass es Unterschiede zu anderen Archaeen gibt.
Die Kandidatengattung Micrarchaeum wurde in sauren Umgebungen von Minenabwässern in den USA identifiziert und wurde ursprünglich als ARMAN-2-Gruppe genannt. Diese Organismen sind sehr klein: ihre Zellen sind  nur 400–500 nm groß und auch ihr Genom besteht aus nur etwa 1000 Genen.
Sie sind obligate Symbionten der Thermoplasmata, einer anderen Gruppe von Archaeen.
Ein ähnlich großes Archaeon, das in denselben sauren Umgebungen gefunden wurde, ist Candidatus Parvarchaeum aus der Ordnung Parvarchaeales (ARMAN-4-Gruppe), wie die Micrarchaeota Mitglied der DPANN-Klade.
Seitdem gab es eine Reihe weiterer Vorschläge für Micrarchaeota-Mitgliedskandidaten aus der Metagenomik, unter anderem von Olga Golyshina et al. 2017 (Gattung Ca. Mancarchaeum),
von Vitaly Kadnikov et al. 2020 (Gattung Ca. Fermentimicrarchaeum) und
von Xabier Vázquez-Campos et al. 2021.

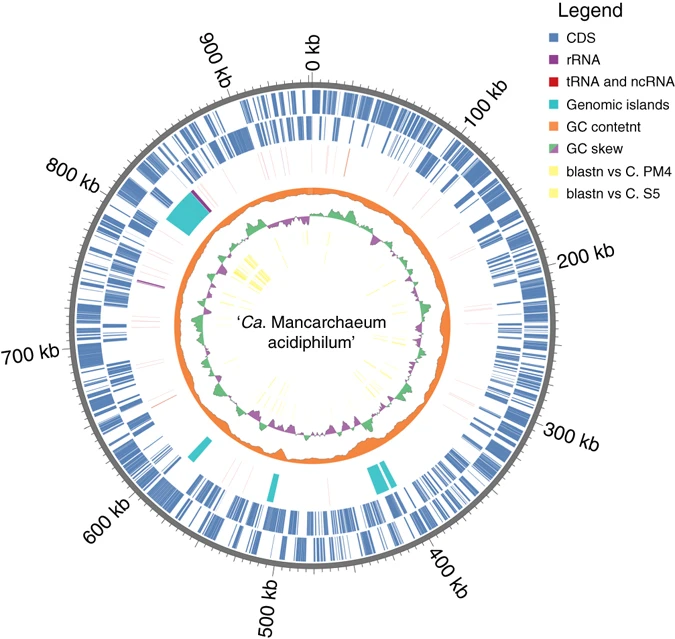
Genom-Karte von Ca. Mancarchaeum acidiphilum

## Systematik
Die hier angegebene Systematik folgt (wo nicht anders angegeben) der Genome Taxonomy Database (GTDB), der List of Prokaryotic names with Standing in Nomenclature (LPSN) dem National Center for Biotechnology Information (NCBI) Taxonomy Browser (Stand 31. März 2022):
Phylum: Candidatus Micrarchaeota Baker & Dick 2013 (früher ARMAN-2-Gruppe)
- Klasse: Candidatus Micrarchaeia Vázquez-Campos et al. 2021[7]
  - Ordnung: Candidatus Anstonellales Vázquez-Campos et al. 2021
    - Familie: Candidatus Anstonellaceae Vázquez-Campos et al. 2021
      - Gattung: Candidatus Anstonella Vázquez-Campos et al. 2021
        - Spezies: Candidatus Anstonella stagnisolia Vázquez-Campos et al. 2021

    - Familie Candidatus Bilamarchaeaceae Vázquez-Campos et al. 2021
      - Gattung Candidatus Bilamarchaeum Vázquez-Campos et al. 2021
        - Spezies: Candidatus Bilamarchaeum dharawalense Vázquez-Campos et al. 2021

  - Ordnung: Candidatus Burarchaeales Vázquez-Campos et al. 2021
    - Familie Candidatus Burarchaeaceae Vázquez-Campos et al. 2021
      - Gattung Candidatus Burarchaeum
        - Spezies: Candidatus Burarchaeum australiense Vázquez-Campos et al. 2021

  - Ordnung: Candidatus Gugararchaeales Vázquez-Campos et al. 2021
    - Familie Candidatus Gugararchaeaceae Vázquez-Campos et al. 2021
      - Gattung Candidatus Gugararchaeum Vázquez-Campos et al. 2021
        - Spezies: Candidatus Gugararchaeum adminiculabundum Vázquez-Campos et al. 2021

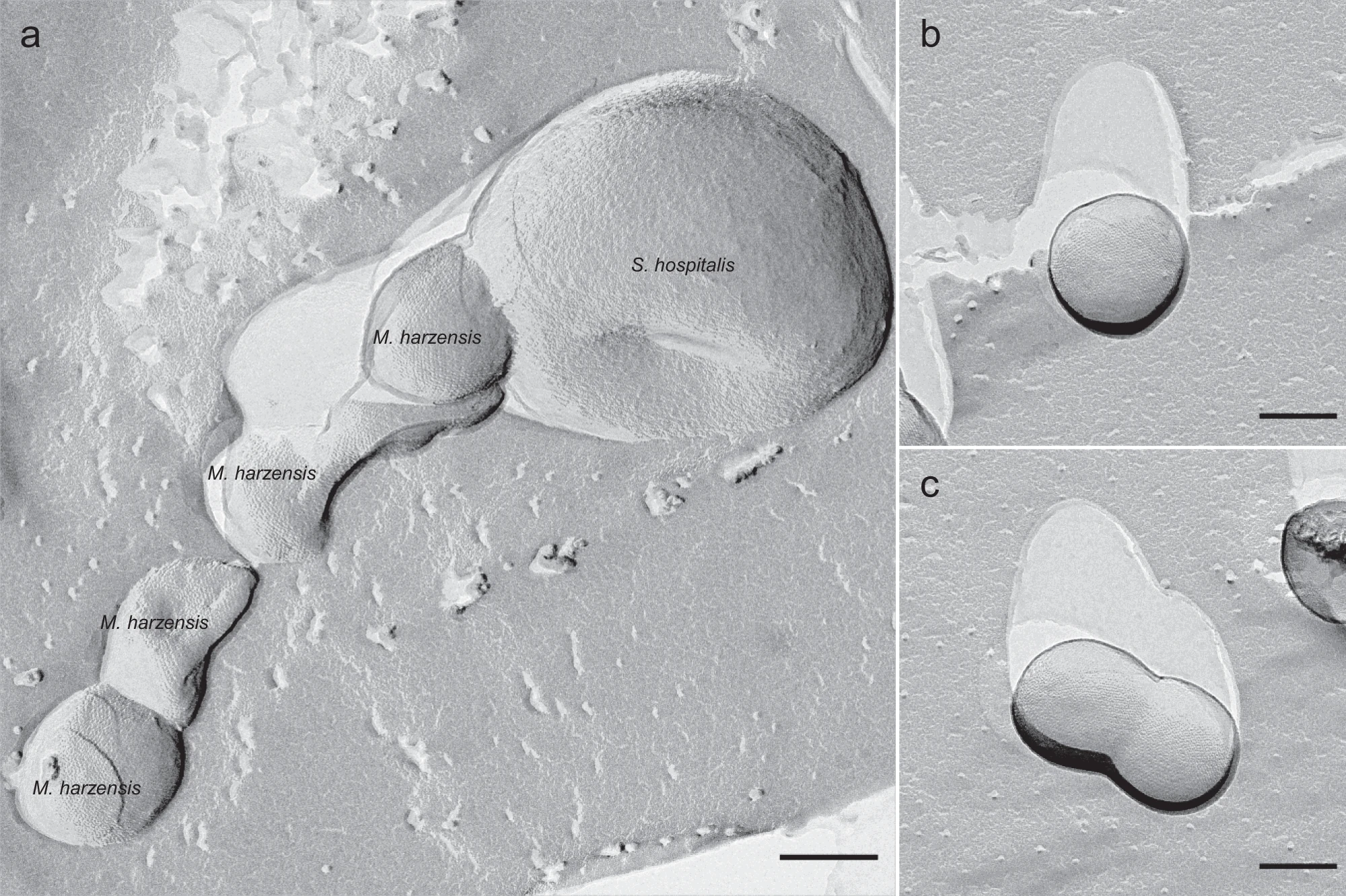
EM-Aufnahmen von Ca. Scheffleriplasma hospitalis (Wirt) und Ca. Micrarchaeum harzensis (Symbiont)

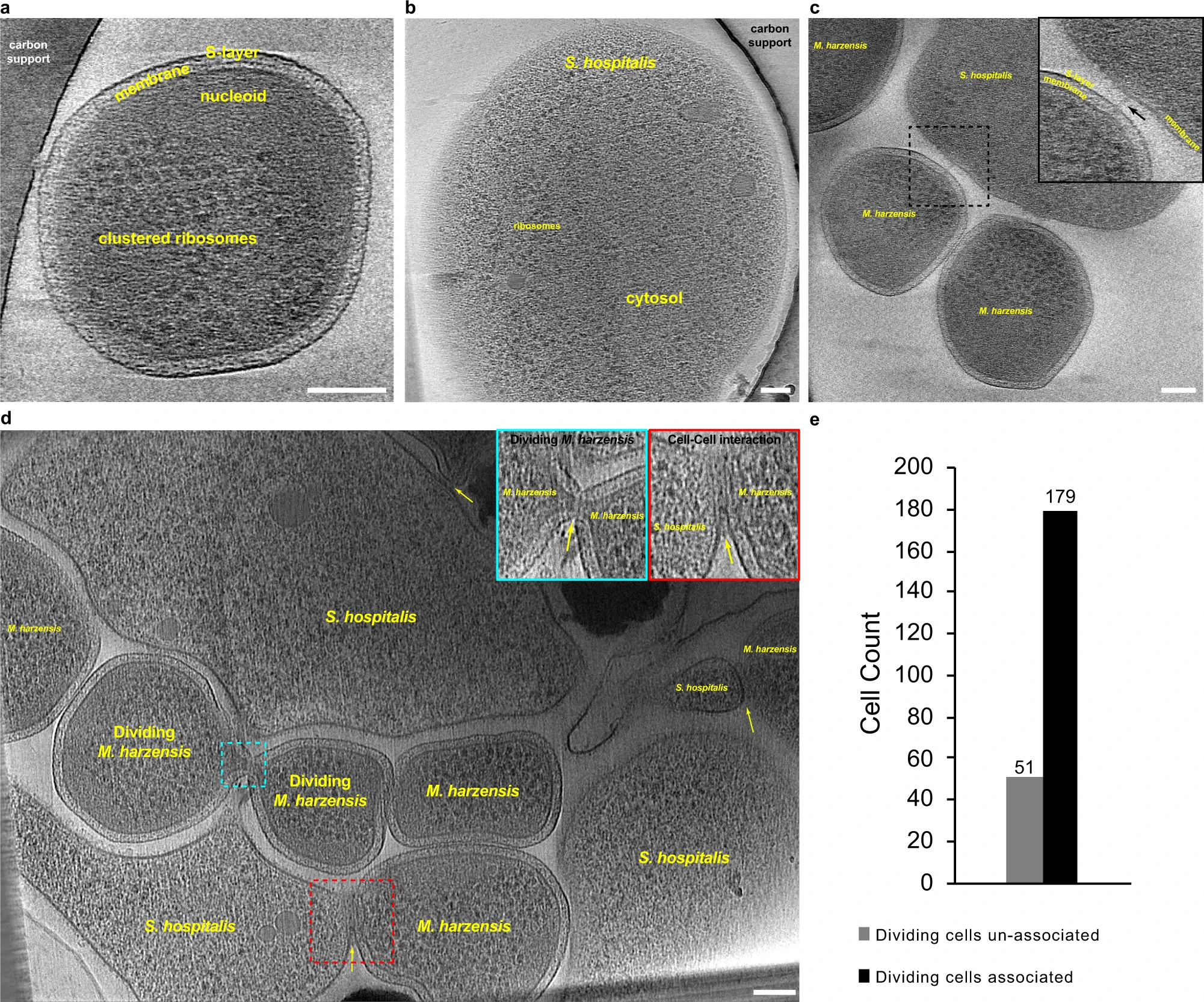
Cryo-ET-Aufnahmen von Ca. S. hospitalis und Ca. M. harzensis

- Ordnung: Candidatus Micrarchaeales Vázquez-Campos et al. 2021
  - Familie: Candidatus Micrarchaeaceae Vázquez-Campos et al. 2021
    - Gattung: Candidatus Mancarchaeum Golyshina et al. 2017
      - Spezies: Candidatus Mancarchaeum acidiphilum Golyshina et al. 2017, inkl. Ca. Micrarchaeota archaeon Mia14
− Fundort: Saure Grubenentwässerung, Insel Anglesey, Wales

    - Gattung: Candidatus Micrarchaeum Baker et al. 2010
      - Spezies: Candidatus Micrarchaeum acidiphilum Baker et al. 2010, mit Isolat ARMAN-2
      - Spezies: Candidatus Micrarchaeum harzense  corrig. Winkler et al. 2021 (syn. Candidatus Micrarchaeum harzensis Winkler et al. 2021) mit Stamm A_DKE
      - Spezies: Candidatus Micrarchaeum sp. ARMAN-1
      - Spezies: Candidatus Micrarchaeum sp. AZ1

- Ordnung: Candidatus Norongarragalinales Vázquez-Campos et al. 2021
  - Familie Candidatus Norongarragalinaceae Vázquez-Campos et al. 2021
    - Gattung Candidatus Norongarragalina Vázquez-Campos et al. 2021
      - Spezies: Candidatus Norongarragalina meridionalis Vázquez-Campos et al. 2021

- Ordnung: Candidatus Fermentimicrarchaeales Kadnikov et al. 2020 [DTNL01 [ord.] in der GTDB]
  - Familie: Candidatus Fermentimicrarchaeaceae Kadnikov et al. 2020 [DTGH01 (in der GTDB)]
    - Gattung: Candidatus Fermentimicrarchaeum Kadnikov et al. 2020
      - Spezies: Candidatus Fermentimicrarchaeum limneticum Kadnikov et al. 2020